# Nyctiophylax cascadensis
Nyctiophylax cascadensis är en nattsländeart som beskrevs av Malicky 1995. Nyctiophylax cascadensis ingår i släktet Nyctiophylax och familjen fångstnätnattsländor. Inga underarter finns listade i Catalogue of Life.